# 100 mejores novelas de la Modern Library

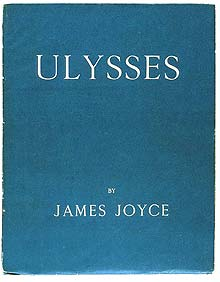
Cubierta de la novela Ulysses de James Joyce.

Las 100 mejores novelas de la Modern Library es una lista de las mejores novelas en lengua inglesa del siglo XX seleccionada por la Modern Library, una editorial estadounidense propiedad de Random House.
A principios de 1998, la Modern Library hizo una encuesta entre su equipo editorial para encontrar las mejores cien novelas del siglo XX. Su equipo estaba formado por Daniel J. Boorstin, A. S. Byatt, Christopher Cerf, Shelby Foote, Vartan Gregorian, Edmund Morris, John Richardson, Arthur Meier Schlesinger, William Styron y Gore Vidal.
El Ulises de Joyce ocupó lo alto de la lista, seguido por El gran Gatsby de F. Scott Fitzgerald y Retrato del artista adolescente de Joyce. La novela más reciente en la lista es Ironweed (1983) de William Kennedy, y la más antigua El corazón de las tinieblas de Joseph Conrad, que se publicó por vez primera en 1899. Conrad tiene cuatro novelas en la lista, más que ningún otro autor. William Faulkner, E. M. Forster, Henry James, James Joyce, D. H. Lawrence, y Evelyn Waugh tienen cada uno tres novelas. Hay otros diez autores con dos novelas.
Las críticas hacia esta lista de la Modern Library incluyen el hecho de que no aparezcan suficientes novelas de mujeres (y que solo una mujer estaba entre los votantes) y no suficientes de fuera de Estados Unidos y Europa. Por ejemplo, en el Reino Unido se ha considerado que muchas de las novelas de la lista reciben un reconocimiento inmerecido. Además, algunos consideran que la lista fue un "truco de ventas", puesto que la mayor parte de los títulos de la lista también eran vendidos por Modern Library. Otros[cita requerida] afirman que tanto Modern Library como Random House USA, la compañía matriz, son empresas estadounidenses, por lo cual han señalado que tienen un punto de vista muy sesgado acerca de las mejores novelas. Académicos británicos, canadienses y australianos, e incluso Random House UK, tienen listas diferentes de "las mejores novelas".
Una lista separada, dedicada a 100 mejores obras de no ficción de la Modern Library de los 100 mejores libros de no ficción del siglo XX se creó ese mismo año.

## Listas

### Lista de los editores (Mejores novelas delsigloXX)
| #  | Año  | Título                          | Autor               |
| -- | ---- | ------------------------------- | ------------------- |
| 1  | 1922 | Ulises                          | James Joyce         |
| 2  | 1925 | El gran Gatsby                  | F. Scott Fitzgerald |
| 3  | 1916 | Retrato del artista adolescente | James Joyce         |
| 4  | 1955 | Lolita                          | Vladimir Nabokov    |
| 5  | 1932 | Un mundo feliz                  | Aldous Huxley       |
| 6  | 1929 | El ruido y la furia             | William Faulkner    |
| 7  | 1961 | Trampa 22                       | Joseph Heller       |
| 8  | 1940 | El cero y el infinito           | Arthur Koestler     |
| 9  | 1913 | Hijos y amantes                 | D. H. Lawrence      |
| 10 | 1939 | Las uvas de la ira              | John Steinbeck      |